# 松平忠敏
松平 忠敏（まつだいら ただとし）は、江戸時代後期の旗本。長沢松平家18代当主。通称の主税助（ちからのすけ）、官名の上総介で知られる。

## 生涯
長沢松平家は、江戸時代初期に11代当主の松平忠輝の不行跡および無嗣子によって断絶していたが、忠輝には娘がおり、分家の松平直信を婿に迎えて名跡を継がせた。ただし江戸幕府はこの継承を認めず、長沢松平家として認められたのは享保4年（1719年）になってからであった。忠敏はこの長沢松平家16代当主・松平親芳（愛之助）の三男として文政元年（1818年）に三河国長沢村（現在の愛知県豊川市）に誕生。後に兄・忠道の養子となって家督を継いだ。

### 講武所教授方
幼少より柳剛流剣術を直井秀堅に師事したという（岡田寄良の門人ともいわれるが、岡田は文政9年（1826年）没なので無理がある）。『大日本剣道史』によれば伊庭秀業にも学んだというが、門人になったというほどではないらしい。後に自分の足跡について記した『道のこと草』によれば天保13年（1842年）に江戸へ出たという。
安政3年（1856年）、迫り来る外国勢力に脅威を感じた幕府が、国防策の一環として武芸訓練機関として講武所を開設するにあたり、剣術教授方に任命された。ただし忠敏は、講武所は結局個人の武技を鍛えるのみで、日本の武士は砲術訓練など団体行動の規律を求められる近代的軍隊訓練は向かないとして、講武所自体には否定的な見方をしていた。

### 浪士組との関わり
文久2年12月9日（1863年1月28日）、講武所剣術教授方兼任のまま、浪士取扱に任命され、寄合席となり300俵を給付される。翌文久3年（1863年）正月14日には剣術師範役並に昇進し、諸大夫（五位）上総介に任ぜられて80人扶持となった。この浪士取扱とは、庄内藩の郷士清河八郎の献策により、14代将軍・徳川家茂の230年ぶりの上洛に伴い、治安が乱れる京都の警備を担当させるために浪人を集めて浪士組を結成しようとした企画の責任者である。しかし、何らかの理由により同月26日に浪士取扱を辞職し、鵜殿長説（鳩翁）に交代した。結局、清河らの策略によりこの浪士組は京都で尊王攘夷の先鋒となることを宣言して江戸へ帰還（このときの脱退者が後に新選組となる）。その後4月13日に江戸で清河が幕臣の佐々木只三郎らに暗殺されると、翌4月14日松平忠敏は浪士取扱に復帰した。浪士たちは改めて新徴組として組織されることになり、同月21日忠敏は新徴組支配を命じられる。しかしこれも同年11月22日に辞任した。

### その後
翌元治元年（1864年）9月、幕府によって発せられた第一次長州征伐において、征討総督に任ぜられた前尾張藩主徳川慶勝の手に加わるため、講武所の剣術師範役並を辞職。しかしこの時の長州征伐は参謀西郷隆盛の交渉と、長州藩の恭順により戦には至らなかった。大政奉還後の慶応4年（1868年）2月4日には清水小普請支配（2000石）を命じられたが、同月16日には辞任した。
また忠敏は和歌にも堪能であったといい、伊達千広の歌集『随縁集』の評者の一人になっている。若い頃は平田篤胤にも学んだといい、また若き日の勝海舟に和歌の手ほどきをしたのも忠敏だという。明治維新後は御歌所の歌道御用掛となり、御歌所所長の高崎正風と諍いになったとき、高崎を投げ飛ばしたという。
明治15年（1882年）、死去。

## 創作における松平忠敏
松平忠敏は実際に剣を取って闘う剣豪タイプの人というよりは官僚的な旗本であり、後に新選組につながる浪士組に関わった経歴があるといっても、短期間で辞任しており、近藤勇らとの接点もほとんどない。しかし「柳剛流の使い手」「講武所の師範役」「新選組の前身である浪士組の取締役」という経歴から、後世には相当な腕の剣客としての虚名が広がるようになる。講武所自体、継ぐ家のない旗本の次男・三男など柄の良くない連中が集い、講武所風と呼ばれた刀の拵や髷の形などの新奇性が喧伝されたこともあり、その教授方・師範役であった主税助（忠敏）も、破天荒な剣豪としてのイメージが増幅されていく。また、その過程で主税助が徳川忠長の忘れ形見とされる松平長七郎の子孫であるという誤伝も生じた。
流泉小史（「剣豪」という語の生みの親）の書籍『幕末実説 剣豪秘聞』で、若き日の松平主税助らが、江戸で心形刀流の達人であった松浦静山（肥前平戸藩主）に懲らしめられて佩刀を奪われ、天保9年（1838年）の義士祭で静山が刀を返したという逸話を紹介しているが、上記のように主税助本人が天保13年に江戸に出たと記しており、静山はその前年の天保12年（1841年）に死去しているのでこの話はフィクションである。
大正・昭和期の時代小説などでは、松平主税助はまさに上記のイメージで扱われ、様々な作品に登場する。大佛次郎の小説『鞍馬天狗』シリーズの『御用盗異聞』では、主人公で勤王の志士である鞍馬天狗の宿敵として佐幕派の剣客「松平主税之介」が登場。吉川英治の小説『貝殻一平』（昭和4年（1929年） - 昭和5年（1930年）大阪朝日新聞連載）では「松平主税介」、司馬遼太郎の小説『奇妙なり八郎』（昭和38年（1963年））では「松平主税助」の名で登場し、いずれも松平長七郎の子孫とされた。
新選組を題材にしたNHK大河ドラマ『新選組!』（平成16年（2004年））では「松平主税助（のち上総介）」は、主人公の近藤勇の身分が低いことを軽蔑したり、浪士組の応募数のあまりの多さに卒倒するふりをして辞任し責任を逃れるなど、日和見がちで俗物的な小役人として描かれた。

## 松平忠敏が登場する関連作品
テレビドラマ
- 『新選組!』（2004年、NHK大河ドラマ） - 演：藤木孝